# ムワタリ1世
ムワタリ1世（Muwattalli I、? - 紀元前1430年頃?）は、ヒッタイトの大王。ただし事績に不明な点が多い上、大王とみなさず王名表に載らない場合もある。 

## 事績
フッツィヤ2世の最高護衛官としてその信頼を得ていたが、フッツィヤを殺して自ら王に即位した。フッツィヤの一族と妥協するためにフッツィヤの二人の息子、カントゥッツィリとヒムイリに高官の地位を与えた。ムワタリの名による土地贈与文書が発見されており、またカシュカ族との戦いを続けていたことが窺える。
しかしフッツィヤの未亡人がカントゥッツィリとヒムイリを唆してムワタリを殺害させ、その兄弟であるトゥドハリヤを王位につけた。ただしトゥドハリヤはフッツィヤの孫あるいは婿養子とも言われ、その素性ははっきりしない。ムワタリ1世は在位していた期間も不明な上、時期もトゥドハリヤ1世の即位前、すなわち紀元前1465年頃から1420年頃までの間とみられるのみで、確定していない。

## 文献
- Birgit Brandau, Hartmut Schickert: Hethiter Die unbekannte Weltmacht, Piper, ISBN 3492239781